# Omegna
Omegna est une commune italienne de 15 434 habitants, située dans la province du Verbano-Cusio-Ossola, dans la région du Piémont, dans le Nord-Ouest de l'Italie.

## Géographie
Omegna est située sur la rive nord du lac d'Orta, sur les bords de son exutoire, la Nigoglia.

## Histoire
L'ancienne occupation du territoire est prouvée par les découvertes archéologiques dans la frazione de Cireggio où ont été trouvés des fragments de poterie lithique de la fin de l'âge du bronze et de l'âge du fer, et sur le mont Zuoli, où a été découvert un autel préhistorique.
Omegna est mentionnée en 1221, lorsque la population s'est livrée à la commune de Novare.
Au XIXe et au début du XXe siècle, elle est devenue un centre industriel (ce fut pendant de nombreuses années le principal centre de production de pots et de petits appareils ménagers en Italie) et la population a été augmentée par les immigrants. En 1913, Omegna était relié à Verbania par une ligne électrique de tramway. Elle obtient le statut ville en 1939. Durant la Seconde Guerre mondiale, elle fut un centre de résistance partisane contre l'occupation germano-fasciste.

## Monuments et patrimoine
- Église Sant'Ambrogio. C'est un bâtiment roman tardif avec une nef et deux allées et des chapelles latérales. Le clocher est encore tel qu'il était à l'époque médiévale. L'intérieur est maintenant en style baroque et abrite un retable de Fermo Stella da Caravaggio (1547) et une urne avec les reliques de saint Vith, saint patron d'Omegna.
- Ponte Antico ("Pont antique", XVe siècle), sur la Strona.
- Porta della Valle ("Porte de la Vallée", vers 1100), également connue sous le nom de « Porta Romana ». C'est la seule survivante parmi les cinq portes médiévales d'Omegna.
- Forum du Musée des Arts et de l'Industrie.

## Administration
| Période                                  | Période    | Identité               | Étiquette     | Qualité            |
| ---------------------------------------- | ---------- | ---------------------- | ------------- | ------------------ |
| 07/05/2012                               | 26/06/2017 | Maria Adelaide Mellano | Centre-gauche |                    |
| 27/06/2017                               | 26/06/2022 | Paolo Marchioni        | Centre-droite |                    |
| 27/06/2022                               | 26/07/2022 | Alberto Soressi        | Centre-gauche | Décédé en fonction |
| 27/07/2022                               | En cours   | Mimma Moscatiello      | Centre-gauche | Maire par intérim  |
| Les données manquantes sont à compléter. |            |                        |               |                    |

### Hameaux
Bagnella, Borca, Crusinallo, Cireggio, Santa Rita, Agrano, Gattugno

### Communes limitrophes
Armeno, Casale Corte Cerro, Germagno, Gignese, Gravellona Toce, Nonio, Pettenasco, Quarna Sopra, Quarna Sotto, Stresa

## Personnalités nées à Omegna
- André Beltrami (1870-1897) salésien reconnu vénérable par l'Église catholique.
- Alfonso Bialetti (1888-1970), entrepreneur, inventeur de la cafetière Moka.
- Guido Boggiani (1861-1902), ethnologue, photographe et peintre.
- Gianni Rodari (1920-1980), poète, écrivain et journaliste.